# Racing Lagoon
Racing Lagoon (レーシングラグーン Rēshingu Lagūn?) es un videojuego desarrollado y publicado por Square. El juego es único en combinar las carreras de coches con elementos de rol. La historia nos sitúa en Yokohama, Japón. Año 1999. Sho Akasaki, acaba de ingresar en una banda de carreras callejeras con la que espera poder recordar su pasado. Lanzado para la PlayStation, el juego es compatible con la Sony PocketStation. La banda sonora fue compuesta por Noriko Matsueda y es una fusión entre jazz y techno fusion; acompañándola en su tarea estuvo Takahito Eguchi en su primer trabajo como compositor. La banda sonora fue publicada como álbum. El juego recibió malas críticas y nunca salió de Japón, aun así consiguió vender 100,000 copias.

## Jugabilidad
El juego nos propone carreras ilegales intercaladas con secuencias de texto sobre imágenes estáticas. El jugador puede customizar el coche cambiándole el color y algunas piezas y, batirse en duelo con otros conductores a los cuales le podemos arrebatar piezas o coches si les vencemos. 
El juego cuenta con dos modos: un modo "RPG de conducción a alta velocidad", donde el jugador conduce alrededor de misiones y carreras de otros conductores, y un "Modo de batalla de 2 guerreros", donde el jugador simplemente compite en carreras. El modo RPG es la parte principal del juego.

### Vehículos
Como el juego no tiene las licencias oficiales , los nombres de los coches son ficticios ,pero el modelado es igual al modelo real. algunos ejemplos de los coches del juego con su nombre real y ficticio son :
- Chevrolet Camaro - Danger-V8
- Chevrolet Corvette (C3) - Black Dragon
- Ferrari Testarossa - Scuderia12
- Lincoln Town Car - Limousine
- Lotus Europa - BackyardSP
- Lamborghini Countach - SOUTHER
- Nissan Avenir - Avenue
- Nissan Skyline (DR30) - RS-2000
- Nissan Skyline (R32) - 32TypeR
- Nissan Skyline (R33) - 33TypeR
- Nissan Fairlady Z (S30) - Zeta2400
- Nissan Fairlady Z (Z32) - Zeta3000
- Nissan 180SX (RPS13) - X1800
- Nissan Silvia (S14) - Sil-14/Sil-14Q
- Mini Cooper - Micro-GT
- Honda Integra (DC2) - GRA-Si/GRA-Ti
- Honda Civic (EK) - CVC1600
- Honda NSX - HIGHWAY STAR
- Mazda RX-7 (FC3S) - Seven-RX
- Mazda RX-7 (FD3S) - Seven-FD
- Mazda Eunos Cosmo - COSMIC-RE
- Mitsubishi Lancer Evo V - EVO-2000
- Mitsubishi Pajero - Elephant
- Porsche 911 Turbo (964) - Germany TURBO
- Subaru Impreza (GC8) - WR-2000
- Suzuki Wagon R - Wagon660
- Toyota Corolla Levin - 86-Lev
- Toyota Sprinter Trueno - 86-Thunder
- Toyota Chaser - Cancer
- Toyota Mark II - Dark2
- Toyota Celica GT-FOUR - Celine
- Toyota MR2 (AW11) - MR1600
- Toyota MR2 (SW20) - SW-2000
- Toyota Starlet - STAR-S
- Toyota Supra (JZA80) - RZ-3000
- Volkswagen Beetle Type I - Coro-Coro

## Música
La banda sonora del juego fue compuesta por Noriko Matsueda, con algunas pistas contribuidas por Takahito Eguchi; Fue el primer papel de composición de Eguchi. Se ha descrito como una fusión de jazz/techno, con música "acelerada" que incluye grabaciones en vivo de saxofones. La banda sonora fue lanzada como álbum el 19 de junio de 1999 por DigiCube. El álbum de dos discos cuenta con 62 pistas y cubre una duración de 2:31:03.

## Recepción
Aunque el juego no fue bien recibido por la publicación japonesa de juegos Famitsu, que obtuvo solo 21 puntos sobre 40, el juego logró vender más de 141,000 copias en Japón a fines de 1999. El juego fue votado el #45 por "las secuelas más buscadas" por los lectores de Famitsu.